# Bariolage théâtre européen
Le bariolage théâtre européen (B.T.E.), terme utilisé sur les étiquettes des vêtements de combat de l'armée de terre, ou le camouflage centre-europe (C.C.E.) plus couramment utilisé, est le motif de camouflage standard de l'armée française jusque dans les années 2020, quand lui succède le bariolage multi-environnement.
Une variante du bariolage théâtre européen destinée à l'environnement alpin, nommé « zone enneigée » sur les étiquettes de vêtements de combat, est distribuée aux troupes de montagne de l'armée de terre.
Il est également utilisé par les forces armées sénégalaises.

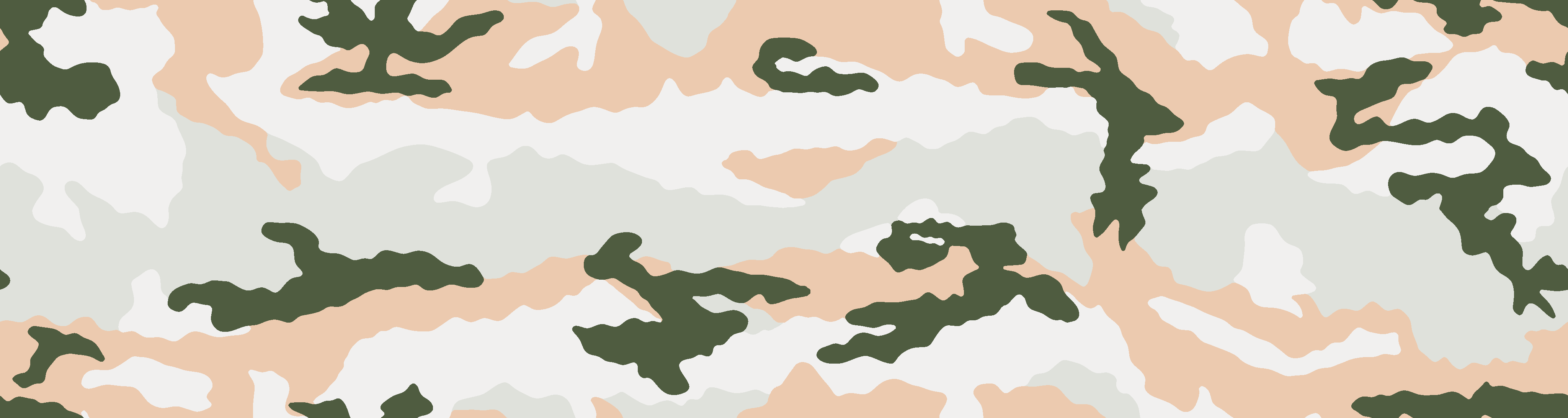
Bariolage zone enneigée utilisé par les troupes de montagne de l'armée de terre.

Introduit en 1991 en remplacement et du camouflage TAP 47 Léopard des parachutistes et du vert armée F2 des treillis de l'ensemble de l'Armée, il s'agit d'un motif à quatre couleurs de formes bois positionnées horizontalement, optimisé pour casser et camoufler les silhouettes dans un milieu de type forêt européenne.
Il est aussi utilisé pour les véhicules de l'Armée française, mais avec des formes différentes, depuis 1986, il a fallu six ans pour le généraliser à l'ensemble du parc militaire. Il est en cours de remplacement depuis fin 2019 par le camouflage brun terre de France . Il existe une variante adaptée au désert dite camouflage Daguet.
Ses couleurs officielles sont, selon le document officiel NORMDEF 0001 qui répertorie les couleurs officielles des forces armées françaises, les suivantes :
- Noir A603 (#2E2D2E)
- Brun terre A0X0 PIR « proche infrarouge » (#614F38)
- Vert foncé A4X3 PIR « proche infrarouge » (#495D3A)
- Beige foncé A2X6 PIR « proche infrarouge » (#A0936D)

Il est destiné à être remplacé par le bariolage multi-environnement à partir de 2024.

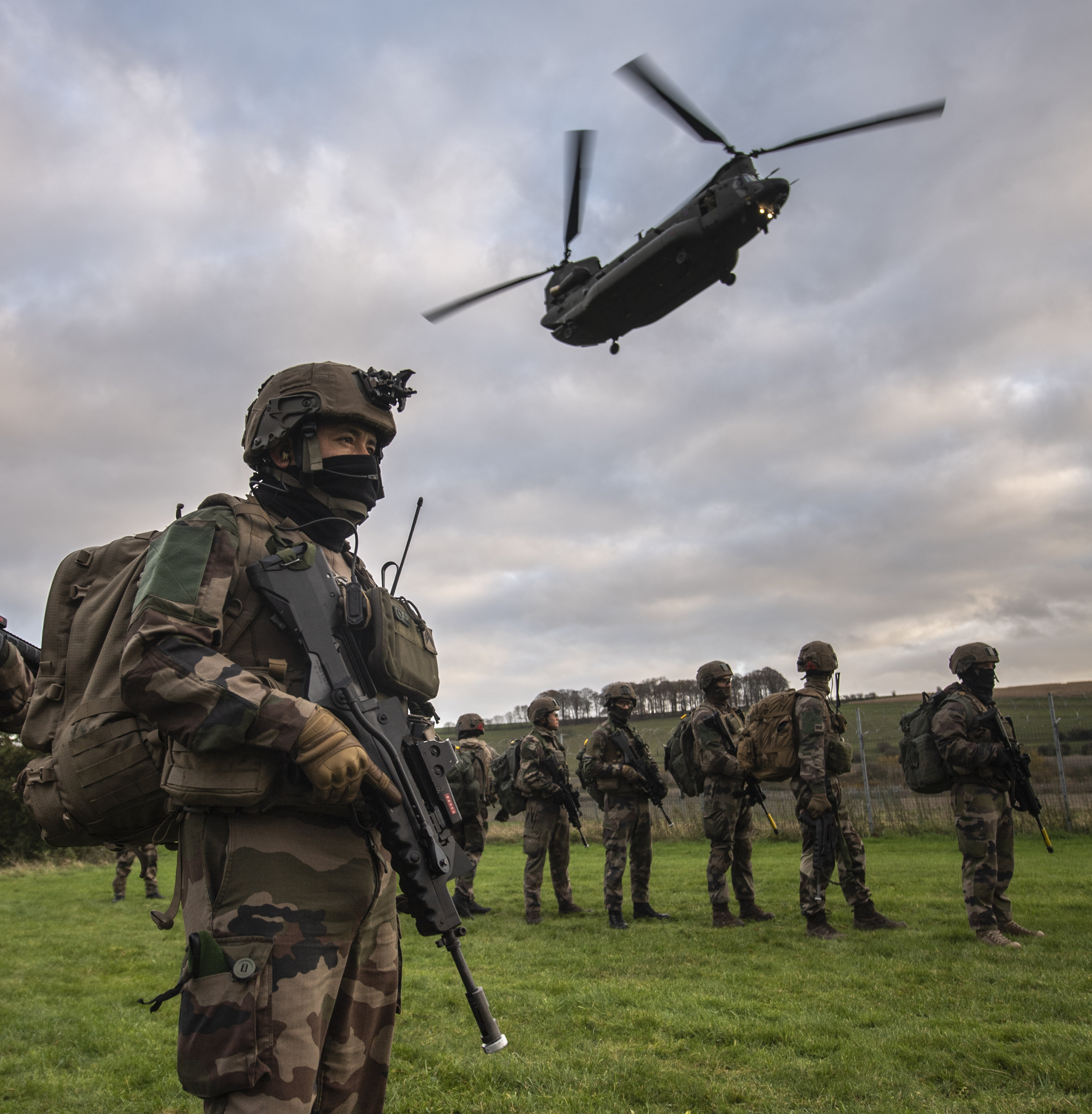
Soldats du 2e REP en tenue « bariolage théâtre européen » lors de l'exercice Wessex Storm 2020.

## Opérateurs
Il est utilisé par les forces armées sénégalaises.
Il est utilisé par les Para (Special Forces) (en) indiennes pour les opérations en jungle.
Il a été utilisé par les forces autrichiennes en mission de paix en Bosnie-Herzégovine (2004).[réf. nécessaire]